# Desperate Housewives: The Game
Desperate Housewives: The Game es un juego de aventuras y de simulación desarrollado por Liquid Entertainment y publicado por Buena Vista Games, en octubre de 2006. Se basa en la serie de televisión Desperate Housewives. El jugador toma parte del juego como  un ama de casa con  amnesia, que recientemente ha mudado con su marido y su hijo a Wisteria Lane. La historia se desarrolla en 12 episodios. El juego ofrece un guion de Desperate Housewives escrito por Scott Sanford Tobis y narrado por Brenda Strong.

## Argumento
El juego comienza cuando una familia se muda a Wisteria Lane, un exitoso médico que trabaja en el Centro Médico de Fairview, una mujer con un pasado olvidado después de un accidente y su hijo. Edie Britt primero presenta a la esposa a Wisteria Lane y visitan a Bree Van De Kamp, quien la invita a hablar en su casa con Susan Mayer, Lynette Scavo y Gabrielle Solis. Daniel Fox, un famoso diseñador y su hermano gemelo Frank Fox, instalan un servicio de Internet en el equipo del jugador.

## Críticas
Desperate Housewives: The Game recibió reseñas mixtas en los medios de comunicación. Algunos encuestados elogiaron como bien narrada y una fiel adaptación de la serie de televisión, aunque también afirman otros que era de un sistema simple.

## Problemas
Muchos de los clientes que han comprado Desperate Housewives: The Game han informado que éste no funciona en sus ordenadores ni computadoras portátiles. Después de miles de quejas, Buena Vista anunció en su página web la razón por la que el juego puede no funcionar: porque el sistema identifica la tarjeta de video como no compatible con las tecnologías Vertex y pixel shader. Todos los detalles de las tarjetas de video con las que el juego sí es compatible se muestran en la página web.